# Pazanj
Pazanj (mađ. Pázdány) je selo u južnoj Mađarskoj.

## Zemljopisni položaj
Nalazi se na 46° 0' 40" sjeverne zemljopisne širine i 18° 6' 28" istočne zemljopisne dužine. Ranjoš je 1 km istočno, Pelir (Pelerda) je 2,5 km sjeveroistočno, Bičir je 2 km sjeverozapadno, Zuka (mađ. Zók) je 1 km zapadno, Đoda (mađ. Gyód) je 4,5 km istočno, Garčin je 3 km južno-jugoistočno, Pécsbagota je 3,5 km jugozapadno, a Bokšica je 4,5 km južnop-jugozapadno.

## Upravna organizacija
Upravno pripada Selurinačkoj mikroregiji u Baranjskoj županiji. Poštanski broj je 7671. 
Pripada naselju Zuci.

## Povijest
Upravno je pripojeno Zuci 1941. godine. 

## Vanjske poveznice
- (mađ.) Zók településtörténet
- Pazanj na fallingrain.com